# Stella Gyula
Stella Gyula Károly (Budapest, 1884. január 13. – Budapest, 1931. április 9.) magyar színész. 

## Életpályája
Szülei: Stella Sándor és Berger Antónia voltak. A középiskolát követően a Földművelésügyi Minisztérium tisztviselője volt. 1906-ban végzett az Országos Színészegyesület Színészképző Iskolájában. 1906 és 1908 között Pozsonyban Andorffy Péternél, 1908-tól 1911-ig pedig Miskolcon szerepelt Palágyi Lajos társulatában. 1911–1914 között a Vígszínházban játszott. 1913-tól az Országos Színészegyesületben dolgozott, 1918-tól a számvizsgáló tanácsosa, 1926-tól 1931-ig elnöke volt. 1914 és 1918 között részt vett az első világháborúban. 1918-tól 1920-ig a Télikert színész-rendezője, 1920 és 1928 között a Magyar Színház művésze volt. 1921-től 1931-ig az Országos Színészegyesület Színészképző Iskolájának tanára volt. 1930 és 1931 között a Nemzeti Színház tagja volt. 1926-tól a Színészek Lapja főszerkesztőjeként dolgozott.

### Magánélete
1911. december 20-án Budapesten házasságot kötött Assael Aranka, ismertebb nevén Aradi Aranka színésznővel.
Sírja a Farkasréti temetőben található (2-12-61).

## Színházi szerepei
- Bródy Sándor: Tímár Liza....Tivadar
- Molnár Ferenc: Olympia....Albert
- Herczeg Ferenc: Ocskay brigadéros....Pyber vikárius

## Filmjei
- Göre Gábor bíró úr pesti kalandozásai (Második eresztés!) (1914)
- A szökött katona (1914)
- Göre Marcsa lakodalma (1915)
- Dauphin (1922)
- A három árva (1923)
- Egri csillagok (1923)
- A lélek órása (1923)
- Holnap kezdődik az élet (1924)
- Rongyosok (1925)
- Csak egy kislány van a világon (1929)

## Művei
- A miskolci színtársulat albuma (Gedő Gusztávval, Miskolc, 1909)